# HMS Sandown (1989)
HMS Sandown (M101) is een Britse mijnenjager van de naar dit schip vernoemde Sandownklasse. Het schip is gebouwd door de Britse scheepswerf Vosper Thornycrof. De Sandown is vernoemd naar de plaats Sandown op het eiland Wight en is het derde schip bij de Britse marine vernoemd naar Sandown.
Tijdens de Kosovo-oorlog in 1999 was de Sandown betrokken bij het opsporen en onschadelijk maken van bommen en explosieven die door schepen en vliegtuigen waren geloosd. Het schip was ook betrokken bij de invasie van Irak in 2003 waar het een van de mijnenjagers was die de Iraakse havens moesten vrij maken van mijnen.
In 2004 werd de Sandown uit dienst genomen en werd er een koper gezocht voor het schip, een koper werd gevonden in de Baltische staat Estland. Nadat het schip in januari 2005 uit dienst is genomen werd het in september 2006 samen met de Inverness en Bridport aan de Estse marine verkocht.

## DeSandownin dienst bij de Estse marine
De Estse marine nam de voormalige Sandown in april 2007 in dienst als Admiral Cowan. Walter Cowan was een Britse admiraal die zich verdienstelijk heeft gemaakt tijdens de Estse onafhankelijkheidsoorlog van 1918 tot 1920.